# Skalø
Skalø  ist eine dänische Insel im Smålandsfarvandet (dt.: Smålandsfahrwasser) nördlich der Insel Lolland. Die Insel hat eine Größe von 106 Hektar. Die Einwohnerzahl von Skalø wird seit dem 1. Januar 2011 von Danmarks Statistik nicht mehr separat ausgewiesen. Die Insel gehört  zur Kirchspielsgemeinde (dän.: Sogn) Fejø Sogn, die ursprünglich zur Harde Fuglse Herred im Maribo Amt gehörte, ab 1970 dann zur Ravnsborg Kommune im damaligen Storstrøms Amt, die mit der Kommunalreform zum 1. Januar 2007 in der Lolland Kommune in der Region Sjælland aufgegangen ist.
Auf der Insel stehen lediglich zwei Fischerhäuser und drei Bauernhöfe. An der Südspitze existiert ein kleiner Fischereihafen mit nur geringer Wassertiefe. Skalø ist über einen Damm mit der größeren Insel Fejø verbunden.